# Euros proprius
Euros proprius är en fjärilsart som beskrevs av H. Edwards 1881. Euros proprius ingår i släktet Euros och familjen nattflyn. Inga underarter finns listade i Catalogue of Life.